# Kristet forum (tidning)
Kristet forum var en "tidskrift för kristendom och samhälle" som under åren 1954–1987 gavs ut av Fria Kristliga Studentrörelsen (FKS) i samarbete med Frikyrkliga Studieförbundet. Fria Kristliga Studentrörelsen uppgick 1971 i Kristna studentrörelsen i Sverige (KRISS), som tillsammans med Förbundet för Kristen Humanism och Samhällssyn (KHS) fortsatte utgivningen.
Frikyrklig ungdom (1923–1953) ska ha varit en föregångare till Kristet forum.